# Orthostoma chryseis
Orthostoma chryseis là một loài bọ cánh cứng trong họ Cerambycidae.